# North American Rockwell OV-10 Bronco
El North American Rockwell OV-10 Bronco es un avión de observación y ataque ligero propulsado por turbohélices. Aunque es un avión de ala fija sus capacidades se asemejan más a las de un helicóptero rápido, de largo alcance, barato y ultra pesado. Es capaz de volar hasta 560 km/h, lleva hasta 3 t de munición externa y puede permanecer sobrevolando una zona más de tres horas. Está muy valorado por su versatilidad, redundancia, carga, visibilidad de la cabina, capacidades para operar desde pistas cortas o semipreparadas (STOL) y bajos costes de operación y mantenimiento. En la mayoría de los casos puede volar con un solo motor.

## Historia
El Bronco comenzó con una especificación aprobada por la Marina y las Fuerzas Armadas de los Estados Unidos, una especificación de servicio triple llamada "LARA" (Light Armed Reconnaissance Aircraft, Aeronave Ligeramente Armada de Reconocimiento), expedida a finales de 1963. LARA estaba basada en una necesidad para un nuevo tipo de un avión de ataque ligero y observación para la "lucha en la jungla". Los aviones existentes (el O-1 Bird Dog y el O-2 Skymaster) se percibían como obsoletos, con pocas prestaciones de carga para este papel tan flexible. 

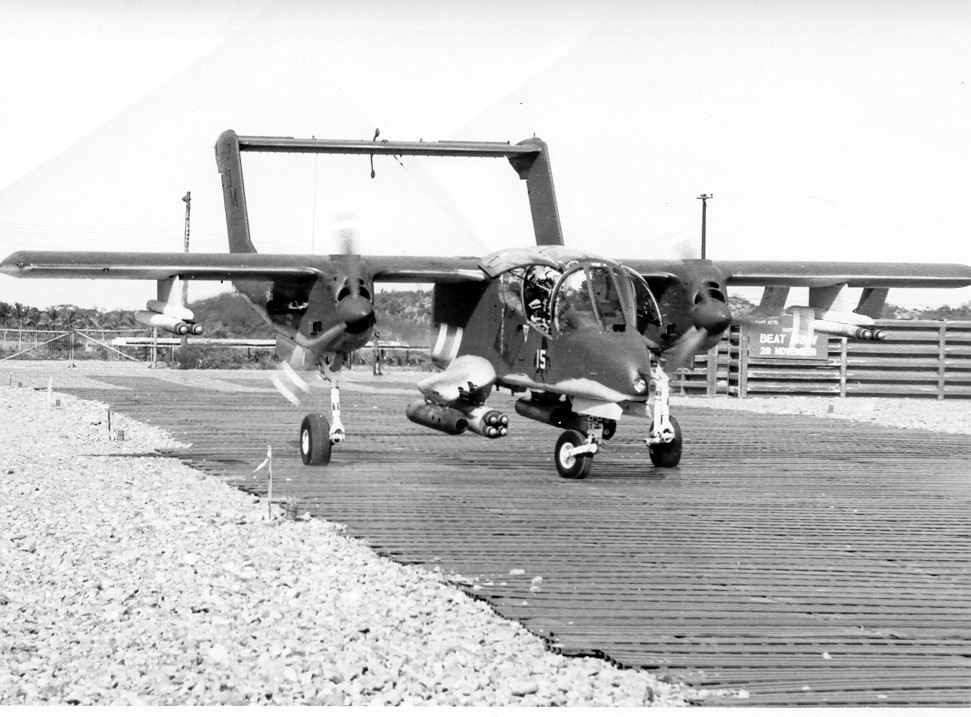
Un OV-10 estacionado para despegar.

Las especificaciones requerían un aparato bimotor, con una tripulación de dos hombres que pudiera llevar al menos 1.100 kg (2.400 libras) de carga, seis paracaidistas o camillas y que pudiera soportar unas condiciones de +8 y -3 Gs (capacidades acrobáticas básicas). También debería ser operable desde un portaaviones, volar al menos a 560 km/h, despegar en unos 240 m (800 pies) y poder convertirse en anfibio.
Se debía cargar variado armamento, incluyendo las cuatro ametralladoras de 7.62 mm con 2.000 disparos y armamento externo como el pod para el cañón de 20 mm y misiles Sidewinder.
Se remitieron once propuestas, y siete pasaron el primer corte, el Beech PD 183, el Douglas D.855, el General Dynamics/Convair Model 48 Charger, el Helio 1320, el Lockheed CL-760, un diseño de Martin y el North American/Rockwell NA300.
En agosto de 1964, el NA300 fue seleccionado. Se ordenó un contrato para siete prototipos en octubre de 1964.
El consorcio General Dynamics/Convair protestó la decisión y construyó un prototipo del Model 48 Charger que voló por primera vez el 29 de noviembre de 1964. También era un avión de doble cola y tenía un diseño parecido al del Bronco. El Charger, aunque era capaz de eclipsar al OV-10 en algunos aspectos, se estrelló el 19 de octubre de 1965, después de 196 vuelos. Convair fue expulsada del proyecto.
El Bronco empezó a volar a la mitad de camino del programa de pruebas del Charger, el 16 de julio de 1965 y se convirtió en el avión contraguerrilla (COIN) más importante en los siguientes treinta años.
Los Bronco realizaron operaciones de observación, control aéreo avanzado, escolta de helicópteros, reconocimiento armado, tiroteos ocasionales, servicios de transporte ligero y limitadas acciones de ataque al suelo. Los Bronco también realizaron reconocimiento radiológico aerotransportado, observación aérea táctica, artillería naval y control aéreo de operaciones de apoyo tácticas y, en el frente de batalla, fotografía aérea de baja altura.
Fue la Infantería de Marina quien primeramente adquirió el Bronco. Cada uno de los escuadrones de observación del cuerpo de Marines tuvo 18 aparatos, nueve OV-10A y 9 OV-10D para las operaciones nocturnas. También existió un escuadrón de reserva de los Marines. El OV-10 se dio de baja en el cuerpo de Infantería de Marina en 1995.
El programa OV-10 Night Observation Gunship (NOGS, avión cañonero de observación nocturna) del cuerpo de Infantería de Marina de los EE. UU. modificó cuatro OV-10A para añadir una torreta con sensores infrarrojos y FLIR (Forward Looking InfraRed, Visión Frontal Infrarroja) de visión frontal así como un cañón M197 de 20 mm en una torreta esclavizado a la dirección de visión del sensor FLIR. El grupo NOGS obtuvo éxito en Vietnam pero no se aprobaron más fondos para modificar más aviones. El programa NOGS evolucionó al NOS OV-10D, que incluía el designador láser pero no el cañón.
Las operaciones como controlador aéreo avanzado con la Infantería de Marina de los Estados Unidos continuaron hasta julio de 1994, cuando los Bronco fueron dados de baja. Las doctrinas cambiaron desde que las bombas inteligentes se integraron en las fuerzas armadas. El control aéreo avanzado se pasó a tropas terrestres de élite con designadores láser y radios digitales. El concepto de usar los Bronco para merodear sobre una zona y dejar caer munición no fue explorado. Las fuerzas armadas no se percataron de que los Bronco también podían llevar estas armas inteligentes y de una forma más barata y rápida que los reactores. La mayoría de los aparatos que seguían estando en condiciones operacionales fueron reasignados a tareas civiles dentro de los gobiernos federales de los EE. UU. Algunos otros se vendieron a otros países.
La Fuerza Aérea de los Estados Unidos primeramente adquirió los Bronco como controladores aéreos avanzados. Los primeros OV-10A para el combate llegaron a Vietnam el 31 de julio de 1968. Al menos 157 OV-10A se entregaron a la USAF antes de que la producción se cerrara en abril de 1969.
En 1971, el 23er Escuadrón de Apoyo Aéreo Táctico que operaba aparatos Bronco en la base aérea de la Fuerza Aérea Real Tailandesa de Nakhon Phanom, recibió los aparatos con las modificaciones PAVE NAIL. NAIL era el código de radio de éste escuadrón. PAVE era un pod de la compañía Loral Aerospace, montado bajo el fuselaje, que contenía un sistema óptico estabilizado por giróscopos y en la parte trasera del avión llevaba una radio de navegación y electrónica integrada Loran. El pod iluminaba objetivos para las bombas de precisión guiadas por láser y también servía para localizar tripulaciones derribadas. El programa fue muy satisfactorio, pero todo el equipamiento fue eliminado antes que los aparatos dejaran el sudeste asiático.
A las Fuerzas Aéreas generalmente no les gustaba el Bronco porque volaba bajo y lento en comparación con un avión de reacción, además, cuando actuaba como controlador aéreo avanzado, era muy vulnerable a la artillería antiaérea. De tal forma que no cumplió ninguna de las misiones que las Fuerzas Aéreas desarrollaron durante los años 1980 y fue retirado del servicio.
El escuadrón VAL-4 de la marina, formado el 3 de enero de 1969, operó en Vietnam desde abril hasta octubre de 1970. La marina utilizó el OV-10A como avión ligero de ataque al suelo, para interdicción logística enemiga y para apoyo aéreo de los marines, SEAL y lanchas de río. El aparato tuvo éxito en estos papeles.

### Historial operativo
Aunque el aparato ya no está en uso en el Ejército de los Estados Unidos, otros países sí continúan operándolo. Está en el inventario activo de Filipinas, Indonesia, Tailandia, Venezuela y Colombia, donde es el primer recurso para operaciones ligeras contraguerrilla (COIN, COunter INsurgency), así como control de fronteras, patrullas antipiratería, control aéreo avanzado, vigilancia y búsqueda y rescate (SAR, Search And Rescue).
Indonesia y Tailandia también operan los Bronco en operaciones COIN, similares a las que llevaban a cabo las tripulaciones de la Marina de los Estados Unidos durante la guerra de Vietnam, pero han cambiado las ametralladoras pesadas Browning del calibre .50 (12.7 mm) por unas más ligeras de 7.62 mm (calibre .30). Los Bronco ganaron la mayoría de las competiciones de bombardeo en Tailandia hasta que los F-5 altamente automatizados estuvieron disponibles. Tailandia también utilizó los Bronco como aviones de defensa aérea.
Estos aparatos fueron usados intensivamente durante la guerra de Vietnam, así mismo, fueron usados por Tailandia en patrullas fronterizas (Birmania y Camboya), Marruecos en su lucha contra el Frente Polisario en el Sáhara Occidental, Filipinas contra la milicias islámicas, en Indonesia en el conflicto de Timor Oriental y en Venezuela fueron protagonistas de primera línea, al ser usados por las fuerzas rebeldes al Gobierno en el intento de golpe de Estado de noviembre de 1992 en donde varias aeronaves resultaron destruidas.
Todos los modelos adquiridos en los setenta tenían una configuración básica similar a los modelos estadounidenses, con pequeños cambios de equipamiento de acuerdo a requerimientos locales, siendo en su totalidad adquiridos de nueva fabricación.
Pese a programas de actualización como el SLEP de Venezuela y el ejecutado por Marsh Aviation para Colombia y Filipinas, estos aparatos en la actualidad presentan problemas de disponibilidad dada la edad de la flota y lo complicado de conseguir algunos repuestos.

#### Alemania
A principios de los setenta fueron adquiridos seis OV-10B y doce OV-10B(Z) por Alemania Occidental, estos últimos con una turbina General Electric J85-GE-4 de 1.338 kilogramos de empuje montada sobre el ala. En Alemania los aviones pertenecían al Ala Táctica 601 y sus principales tareas eran el reconocimiento y la selección de cazabombarderos supersónicos. Al mismo tiempo, los pilotos alemanes practicaron el ataque a objetivos terrestres y helicópteros de combate. Pero cuando los aviones de ataque Alpha Jet asumieron el rol de ataque ligero los OV-10A se convirtieron en vehículos de remolque de objetivo aéreo, que recibieron la designación OV-10B después de la conversión. 
En los noventa fue retirado del servicio alemán donde eran usados como remolcadores de blancos.

#### Colombia
A principios de los noventa son entregados a Colombia doce ex-USAF y tres ex-USMC. Los aviones fueron donados por el gobierno de EE. UU. para ser empleados en misiones militares de bombardeo, apoyo aéreo cercano, observación avanzada e infiltración de fuerzas especiales.
Dada la diferente configuración del lote ex-USMC, se tuvo problemas con el mantenimiento de estas naves, lo que llevó que al poco tiempo los tres aparatos fueron retirados del servicio y dejados como fuentes de repuestos. Varios OV-10A se actualizaron al estándar OV-10D. Colombia dio de baja su flotilla en octubre de 2015. 
En el año 2000 Marsh Aviation fue seleccionada para actualizar y modificar los OV-10. Esto incluyó diversas actualizaciones y mejoras: actualización de los motores, instalación de nuevas hélices de 4 palas y de sistema de potencia asociado, inspección y reparación de la célula del avión para extender su vida de servicio en 15.000 horas, reemplazo del cableado, revisión del tren de aterrizaje, modificación del sistema de combustible e instalación de nueva aviónica con pantallas multifuncionales.
Los OV-10 brindaron apoyo aéreo cercano a unidades del Ejército Nacional durante operaciones contra las Fuerzas Armadas Revolucionarias de Colombia - Ejército del Pueblo (FARC-EP) y el Ejército de Liberación Nacional (ELN), y también fueron utilizados para combatir el narcotráfico. La más conocida actuación en este país, en combate que tuvieron los aviones fue en la Toma de Mitú, perpetrada por las FARC-EP, en el año 1998, donde los aviones atacaron objetivos en tierra, aunque recibieron varios impactos de ametralladoras Browning M2 no sufrieron daño alguno, también es conocida su participación en la Toma de Miraflores en 1998 también, sin embargo en esta toma perpetrada por el mismo grupo insurgente no fueron suficientes para derrotar a la guerrilla

#### Filipinas
A principios de los noventa son entregados a Filipinas 28 OV-10 (reforzados por ocho aparatos tailandeses en el 2005). Los aviones reemplazaron en la lucha contra las guerrillas a los AT-28D Trojan, muy desgastados. Los OV-10 se utilizaron activamente contra la guerrilla comunista y los rebeldes islámicos, y también lucharon contra la piratería. En 1991, Manila recibió 24 OV-10A, previamente almacenados en EE. UU. A mediados de la década de 1990, llegaron a Filipinas otros nueve OV-10 adicionales, alguno para repuestos. En 2004 Tailandia entregó ocho OV-10C para cubrir los aviones perdidos. En 2010 se revisaron nueve aviones OV-10A/C. 
La Fuerza Aérea Filipina opera los Bronco en misiones SAR y COIN en Mindanao. Estas operaciones se llevan a cabo por la 15.ª Ala de ataque basada en Sangley Point, Cavite. Recientes modificaciones realizadas por la Fuerza Aérea Filipina incluyeron mejoras en motores y hélices, así como los controles de vuelo y sensores.
A principios del siglo todos los OV-10 se consolidaron en el 10.º escuadrón de ataque Eagles, en la  base aérea Danilo Atienza. En Desde el año 2000 el OV-10 jugó un papel decisivo en la campaña para derrotar en Mindanao al Frente Moro de Liberación Nacional(MNLF) y al grupo terrorista Abu Sayyaf. En 2011 se donaron 22 conjuntos Enchanced Paveway' con un sistema de guía láser para bombas a Filipinas en el marco de un programa de ayuda.  A principios de febrero de 2012los OV-10 utilizaron bombas guiadas para atacar un campo de militantes islámicos en la isla de Holo. En junio de 2017 el OV-10 bombardeó posiciones de militantes islamistas en las cercanías de la ciudad de Marawi, en el norte del país. 
En 2018 se discutió con EE. UU. la transferencia de varios aviones OV-10G + modernizados. Sin embargo, el mando de la Fuerza Aérea de Filipinas prefirió comprar el nuevo A-29A Super Tucano.

#### Indonesia
A finales de los setenta fueron suministrados 12 aparatos a Indonesia (OV-10F). La diferencia más notable del OV-10F es que en lugar de ametralladoras de 7,62 mm. se instalaron ametralladoras de 12,7 mm.. 
En 1977 los OV-10 se desplegaron en la base aérea de Lanud Abdulrahman Saleh en Malang. Los OV-10 jugaron un papel importante en la invasión de Timor Oriental. El OV-10F continuó en servidio hasta 2015, cuando fueron reemplazados por el A-29A Super Tucano.

#### Marruecos
En 1981 fueron suministrados seis exUSMC a Marruecos para labores COIN, pero no estuvieron en servicio durante mucho tiempo. Se planeó que los OV-10 se emplearan contra unidades del Frente Posisario en el Sáhara Occidental. Se pensó en comprar 24 OV-10 Bronco para la lucha contra las columnas del Polisario, pero solo 6 fueron comprados. Los OV-10 se comportaron bien contra los convoyes del Polisario en ataques nocturnos. Pero los ataques aéreos se convirtieron en muchos más arriesgados cuando Argelia y Libia suministraron al Polisario modernos sistemas de defensa aérea. Así los OV-10 se debían enfrentar a ametralladoras antiaéreas de 12,7 y 14,5 mm, cañones antiaéreos gemelos ZSU-23 de 23 mm., misiles Strela-2M y sistemas móviles de misiles antiaéreos Osa-AKM y Kvadrat. Varios aviones Fouga Magister y Mirage F-1 fueron derribados por estos sistemas de defensa aérea. 
En lo que respecta al OV-10, poco después de que realizara varias incursiones contra el Polisario un avión fue derribado por fuego antiaéreo. Tras este incidente Marruecos dejó de emplear sus OV-10 en ataques diurnos y los aviones se destinaron a realizar vuelos reconocimientos y patrullar el las instalaciones construidas por los marroquíes en el desierto. Todos los OV-10A de la Fuerza Aérea de Marruecos fueron dados de baja a principios del siglo XXI.

#### Tailandia
A mediados de los setenta 32 aeronaves OV-10C fueron adquiridos por Tailandia. El OV-10C se diferenciaba del OV-10A en el equipamiento de la cabina y en una serie de cambios encaminados a un mantenimiento más fácil. Las características principales y el armamento de la aeronave se mantuvieron igual que en el OV-10A.
Los OV-10C participaron en el patrullaje de la frontera con Camboya y atacaron repetidamente a las tropas vietnamitas que perseguían a las guerrillas de los jemeres rojos cruzando la frontera de Tailandia. Varios aviones fueron derribados y dañados por ametralladoras antiaéreas y Misiles Strela-2M. El OV-10C también luchó contra la producción de opio en el Triángulo Dorado, la zona montañosa en el cruce de las fronteras de Tailandia, Myanmar y Laos. 
En 2004 son retirados del servicio en Tailandia. Los ocho OV-10C en mejor estado fueron transferidos a Filipinas,

#### Venezuela

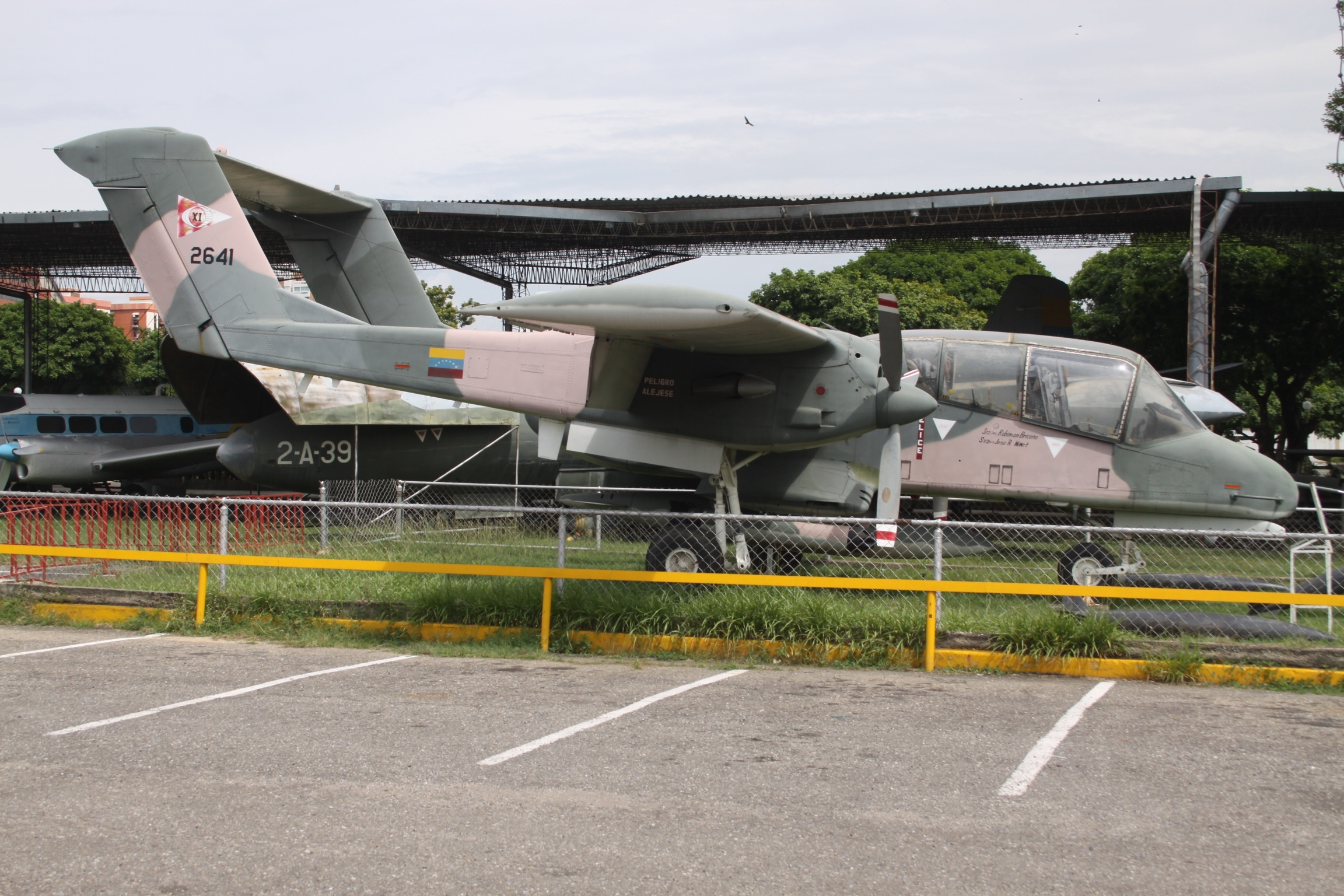
Vista de un modelo 0V-10E en el Museo Aeronáutico de Maracay.

En 1973 fueron entregados a Venezuela 16 OV-10E Bronco y en 1991 fueron adquiridos un lote de 18 OV-10A de segunda mano procedente de la USAF. El lote inicial de 16 OV-10E Bronco se incorporó en 1976 al Grupo de Operaciones Especiales Nº 15,  siendo utilizado como controlador aéreo avanzado y para operaciones contrainsurgencia. Después de la intentona golpista de 1994 se adquirió el segundo lote de 18 OV-10A ex-USAF, a los que se realizan trabajos de modernización y revisión mayor junto a los OV-10A/E del lote inicial. Se les instaló nuevo cableado, nueva aviónica, gafas de visión nocturna y se llevó a cabo la completa revisión estructural. La modernización incluyó la instalación de un FLIR.
En 1992 en el intento de golpe de Estado fueron derribados cuatro ejemplares. Los OV-10 participaron en el golpe, junto con aviones EMB 312 Tucano y T-2D Buckeye, atacando el palacio presidencial, el edificio de la Cancillería y el cuartel del ejército. En varios ataques dispararon contra objetivos terrestres con cohetes de 70 mm. y bombas 113 kg. Un AV-10 Bronco fue derribado por una ametralladora antiaérea cuádruple de 12,7 mm.. Varios aviones de ataque más resultaron dañados por el fuego antiaéreo. El mismo día un F-16A derribó dos OV-10E. Un cuarto OV-10 fue alcanzado por un misil SAM Roland.
Venezuela adquirió a mediados de los noventa 18 máquinas adicionales dada la dificultad de mantener mínimos de operatividad de su flota para esa época.
"After the Venezuelan arms embargo went into effect in June of 2006, Stilwell changed the contract to indicate -- falsely -- that the engines were a civilian variety of the T-76, the plea agreement states. Stilwell With the help of two liaisons he hired to help him deal with the Venezuelans, four of the upgraded engines were disassembled and shipped in boxes mislabeled as non-military gear to Florida, and then on to Stilwell's military contacts in Valencia, Venezuela". (Phoenix New Times)
Posteriormente, en el año 2009, a los últimos OV-10A/E operativos les fueron instaladas nuevas hélices de cuatro palas de Marsh Aviation aumentando el rendimiento y reduciendo el sonido asociado, dándoles propiedades de sigilo muy apropiadas para misiones de vigilancia y apoyo, así como pintura táctica nocturna (proyecto Lechuza). Los OV-10 venezolanos pueden llevar como armamento combinaciones de cuatro ametralladoras M-60C de 7,62mm, con 500 proyectiles por arma; bombas Mk.81 de 113 kg, bombas Mk.82 de 227 kg; bombas bengalas Natak; bombas de práctica BDU-33, misiles de la familia Sidewinder y lanzacohetes de 70mm.
De los últimos OV-10 venezolanos, 2 sufrieron un accidente aéreo el 22 de noviembre de 2012 durante maniobras de práctica sobre la Base Aérea Libertador en la ciudad de Maracay falleciendo uno de los pilotos.

#### Estados Unidos

##### Marines
Desde agosto de 1967 fueron entregados 114 aparatos al USMC para misiones de Control Aéreo Avanzado (FAC), escolta de helicópteros y reconocimiento armado. 
El programa OV-10 Night Observation Gunship (NOGS)  modificó cuatro OV-10A con una torreta con sensores infrarrojos y FLIR de visión frontal así como un cañón M197 de 20 mm en una torreta. El NOGS tuvo éxito en Vietnam pero no se aprobaron más fondos para modificar más aviones. El NOGS evolucionó al OV-10D, que incluía el designador láser pero no el cañón.
Durante la operación “Tormenta del Desierto” (II guerra del golfo)  dos OV-10D fueron derribados.
Las operaciones del OV-10 como controlador aéreo avanzado con la Infantería de Marina continuaron hasta 1994, cuando fueron dados de baja. La doctrina cambió cuando las bombas inteligentes se integraron y el control aéreo avanzado pasó a las tropas terrestres con designadores láser y radios digitales. El concepto de usar los Bronco para merodear sobre una zona y dejar caer munición no fue explorado ya que aún no se realizaban misiones contrainsurgencia.

##### USAF
En febrero de 1968 comenzaron a ser entregados 157 aparatos para el USAF (United States Air Force), los cuales serían usados en cometidos de ataque ligero y control aéreo avanzado.
La USAF adquirió los Bronco como controladores aéreos avanzados. Los primeros OV-10A llegaron a Vietnam el 31 de julio de 1968. En 1971 el 23er Escuadrón de Apoyo Aéreo Táctico recibió los aparatos con las modificaciones PAVE NAIL: sistema óptico estabilizado por giróscopos, radio de navegación y electrónica integrada Loran. El pod iluminaba objetivos para bombas de precisión guiadas por láser y también servía para localizar tripulaciones derribadas. El programa fue muy satisfactorio, pero fue abandonado. A la USAF no le gustaba el OV-10 porque no era un avión de reacción, además era muy vulnerable a la artillería antiaérea.

##### US Navy
El escuadrón VAL-4 fue formado en 1969 y operó en Vietnam desde abril hasta octubre de 1970, empleando el OV-10A como avión ligero de ataque al suelo, para interdicción logística enemiga y para apoyo aéreo de los marines, SEAL y lanchas.

##### Agencias
La mayoría de los aparatos retirados que seguían estando en condiciones fueron reasignados a tareas civiles dentro de agencias federales EE. UU.
Algunos aparatos han sido adquiridos por agencias gubernamentales como la NASA, el Departamento Forestal de California (CDF), la Oficina de Administración de Tierras (BLM) y el Departamento de Estado (DoS); estos últimos usados como aviones de fumigación de cultivos ilícitos, especialmente en Colombia. Hay un cierto número de aviones Bronco desempeñando tareas civiles. 
- Su alta capacidad de carga los hace una plataforma aérea excelente para verter líquidos. Se usa como avión antidroga (22 aparatos en diferentes ministerios de los Estados Unidos) y como aviones ligeros apagafuegos (9 activos, 7 de reserva, en California).
- La NASA tiene unos cuantos aparatos operando como plataformas de investigación de ruidos y estabilidad. Por pura casualidad, los motores del Bronco se quedan en un régimen estacionario de 2.000 rpm, simplificando la investigación de ruidos. También es usado para estudios de estabilidad y vértices ya que cada propulsor puede ser fácilmente configurado para girar en la otra dirección.
- A finales es de la década de 1980 y principios de la de 1990, las fuerzas especiales estadounidenses participaron en operaciones para combatir la producción y distribución de cocaína en América Central y del Sur. Se sabe con certeza que aviones OV-10 estaban estacionados en bases aéreas en Colombia y Honduras para apoyarles.

Según The Daily Beast, dos OV-10 Bronco realizaron 134 salidas, entre ellas 120 misiones de ataque, durante 2015 en contra de objetivos del Estado Islámico en Medio Oriente, en vuelos realizados por pilotos de la Marina. Esos aviones habrían sido adquiridos de la NASA y reequipados para misiones de combate. Al parecer los OV-10 Bronco ofrecieron apoyo aéreo en misiones de combate de fuerzas especiales estadounidenses, atacando posiciones de milicianos enemigos y permaneciendo listos para actuar cerca de la línea del frente de ser requeridos. 
DynCorp International cuenta con aviones OV-10 que han prestado servicios a las fuerzas armadas estadounidenses en Bolivia, Bosnia, Somalia, Angola, Haití, Colombia, Kosovo y Kuwait. DynCorp International capacitó al personal técnico de las Fuerzas Aéreas de Irak y Afganistán. Bajo contrato con el Departamento de Estado de los Estados Unidos la empresa está involucrada en operaciones antidrogas y otras misiones delicadas fuera de Estados Unidos.
No se fabrican nuevas unidades y los aviones en reserva son difíciles de localizar. Muchos de los operadores mantienen varias unidades para la obtención de repuestos desde estas.

## Características
Tiene una góndola central en la que se encuentra la cabina y la carga, y su doble cola que lleva los turbopropulsores. El detalle más llamativo es la combinación de la doble cola con el estabilizador horizontal que las conecta. El apodo que Vietnam del Norte le daba al Bronco era pig sty (pocilga de cerdos), quizá por el parecido de su cabina enrejada.
Puede realizar despegues y aterrizajes en portaaviones sin hacer uso de las catapultas. La cabina tiene una visibilidad soberbia para el tándem piloto y copiloto.
La parte inferior del fuselaje tiene dos barquillas con escotillas en la parte superior para acceder a cuatro ametralladoras M-60C de 7,62 mm. Las barquillas también tienen enganches para llevar bombas, pods o combustible. En las alas, a continuación de los motores, también existen dos enganches adicionales, uno por cada ala.
Las barquillas estaban montadas horizontalmente en el prototipo. Las pruebas en el prototipo causaron su rediseño en la producción en serie, dándoles un ángulo de inclinación, con el fin de asegurar la limpia eyección de los casquillos de las municiones. Cada barquilla es fácilmente desmontable, y de esta manera se mejoran las características aerodinámicas ya que disminuye la resistencia. Muchos de los Bronco no armados han optado por esta configuración. Indonesia y Tailandia han eliminado las pequeñas ametralladoras y las han cambiado por otras BMG calibre .50 (12.7 mm).
El armamento usual durante la Guerra de Vietnam eran pods de cohetes de 70 mm (2.75 pulgadas) con siete cohetes, con carga explosiva o marcadores, o bien pods Zuni para cuatro cohetes de 127 mm (5 pulgadas). Bombas, sensores sísmicos aerotransportados ADSIDS, bengalas de iluminación de batalla Mk-6 y otro armamento.
Pese a todo el Bronco tiene sus problemas. Un fallo en el motor durante el despegue puede causar una descompensación del empuje, haciendo que el avión gire varias veces. Se recomienda una eyección inmediata en estas ocasiones aunque se dice que el Bronco es peligroso para abandonarlo. En la mayoría de los informes de accidentes, el aparato se rompe al chocar contra el suelo o contra el agua. Las eyecciones fallan a menudo, incluso con asientos eyectables de altura cero.

## Doctrina: apoyo aéreo
Uno de los usos más importantes del Bronco se produjo en Vietnam, la Armada de los Estados Unidos operó catorce OV-10A Bronco como y una pequeña unidad de apoyo como un "Escuadrón de ataque ligero" denominado VAL-4. Los Bronco patrullaron en grupos de dos unidades. Después de las primeras semanas, la mayoría de las patrullas llevaban un pod central de combustible para extender el tiempo de patrulla, 4 pods para cohetes Zuni en cada ala, las cuatro ametralladoras ligeras para fuego represivo así como un dispensador de bengalas.
La eficiencia de los turbopropulsores y de las alas proporcionó al Bronco costes operacionales muy bajos y un modo operacional único, no comparable ni con reactores ni helicópteros: un largo tiempo de patrullaje desde bases aéreas avanzadas. El resultado fue que las patrullas de Broncos para ayudar a las tropas terrestres estaban disponibles con una frecuencia mucho mayor. De hecho, las tropas empezaron a pedir directamente el apoyo de los Bronco, que estaban disponibles 40 minutos antes, o menos, que los reactores convencionales.
La utilización de la radio por los Bronco fue significativa. La mayoría de los contactos se realizaban con las tropas terrestres usando la frecuencia VHF-FM. El escuadrón pedía oficialmente un localizador para este tipo de radio, para encontrar tropas terrestres que necesitasen ayuda. La radio UHF se usaba para recibir órdenes de la torre de control, y ocasionalmente para encontrar pilotos derribados. El canal de radio HF de largo recorrido apenas se usaba.
En Vietnam la comandancia aérea de apoyo aéreo estaba dividida, de tal forma que existía cierta confusión entre los controladores aéreos avanzados de la Fuerza Aérea, el despliegue aéreo táctico y los Bronco. Con su baja velocidad y alta visibilidad, los Bronco se auto-controlaron bastante bien y a menudo completaban las misiones asignadas y volvían a sus bases antes de que los reactores de la Fuerza Aérea estadounidense llegasen. Los controladores aéreos avanzados decían que los Bronco tenían un alcance de combate mayor que sus pequeños Cessna O-1, eso causó dificultades para los controladores ya que tenían que merodear cerca del área externa del objetivo para mantener a todos los aparatos a la vista.
Los Bronco eran vulnerables al fuego masivo de ametralladora, artillería antiaérea y cohetes ligeros anti-aviones. No obstante, la simplicidad del avión y su redundancia le otorgaban un vuelo cuidadoso. Durante más de siete meses de combate con VAL-4, realizando unas 655 misiones por mes (unas 4.550 en total) sólo se perdieron cuatro aparatos.
En agosto de 1969, el escuadrón VAL-4 informó de que la disponibilidad de los aviones había sido de 85 h por avión y por mes, con 1.105 h de vuelo, 656 salidas operacionales en 12 aparatos. La normativa requería que siempre se realizasen las salidas por parejas. Uno de los autores de este artículo (de la versión inglesa) calculó que el tiempo medio de cada salida era de 3,2 h, con aproximadamente dos salidas por día y aparato.

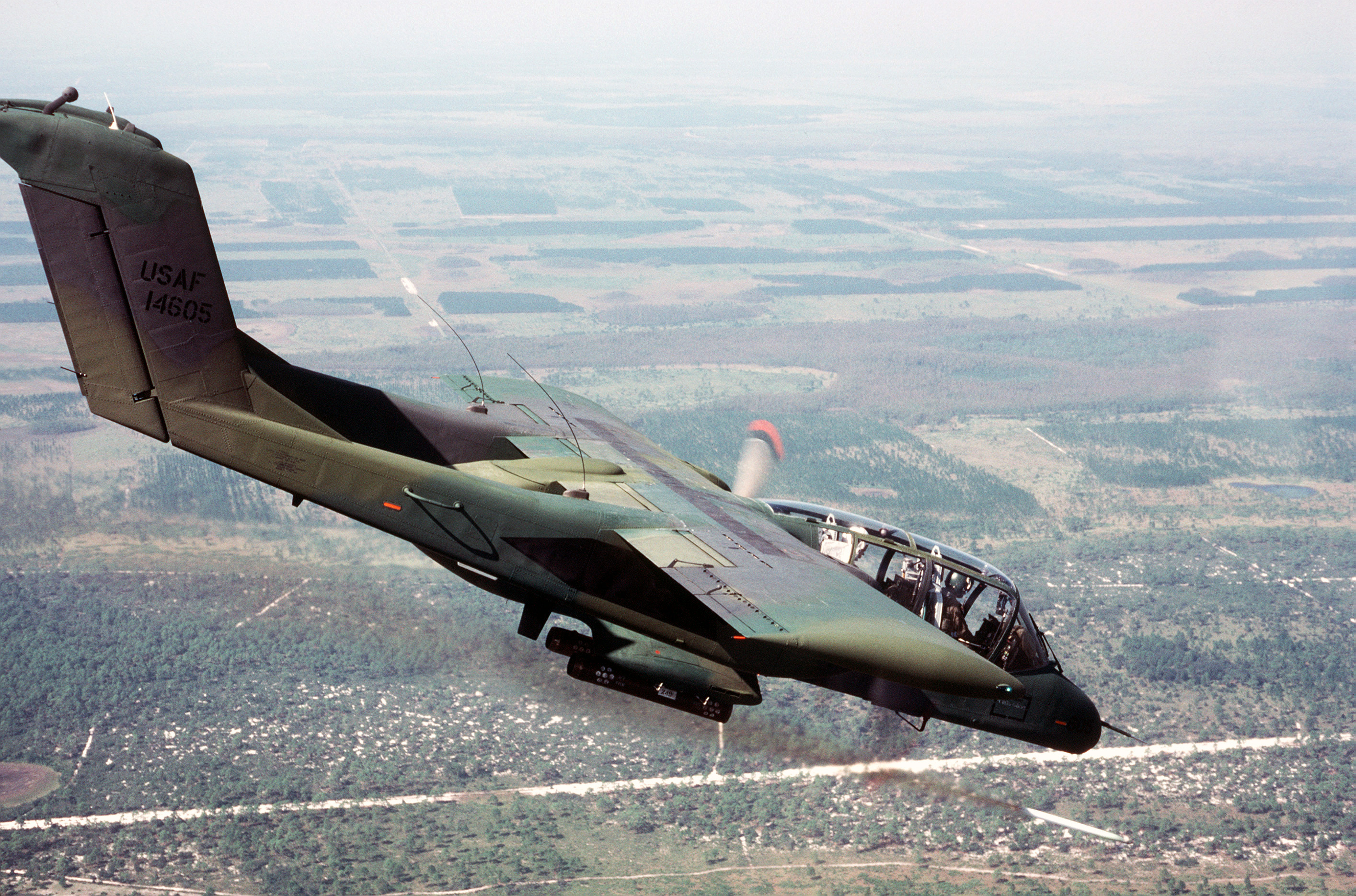
Un OV-10 disparando marcadores.

Las armas más utilizadas eran el pod de ametralladora de 20 mm y los cohetes Zuni de 130 mm, disparados de uno a uno a objetivos ocasionales. Todos los objetivos vietnamitas podían ser destruidos con estas armas; sampanes, estructuras pequeñas, búnkeres y concentraciones de tropas. Las ametralladoras de 7.62 mm y los cohetes de 70 mm se usaban para uso antipersonal
y fuego represivo.
Con los cohetes Zuni de 130 mm, los pilotos de la marina no querían bombas de gravedad. Los Zuni tenían una gran flexibilidad operacional porque tenían detonadores delanteros (bueno para atacar material y adecuado para tropas y vehículos), detonadores traseros (perfecto para búnkeres -un cohete Zuni con detonadores traseros podía penetrar 1.2 m (4 pies) dentro de la tierra-) y detonadores de proximidad (explotaban 6 metros por encima de la superficie, éstos eran los mejores cohetes antipersonal y buenos para pequeñas estructuras y vehículos). El único problema que tenían los Zuni eran sus 500 m de radio de fragmentación, que, aunque a veces era una ventaja, otras veces dañaba al aparato y causaba bajas propias en el campo de batalla.
Las bengalas eran muy útiles para los ataques nocturnos, de tal forma que todas las patrullas comenzaron a llevar dispensadores de bengalas después de las primeras semanas.

## Doctrina: control aéreo avanzado
El Cuerpo de Marines de Estados Unidos y la Fuerza Aérea de los Estados Unidos operaron el Bronco como plataforma de observador armado, a menudo con un piloto y un controlador aéreo avanzado. Aunque su posibilidad de supervivencia es mayor que la de los pequeños O-1 y O-2, algunas autoridades creen que este uso es muy limitado dadas las capacidades del avión.
Esta falta de visión fue lo que probablemente llevó al final de su despliegue.

## Doctrina: utilidad
La capacidad de carga del Bronco es de unos 2.900 kg, pero su fuselaje no es lo suficientemente alto como para albergar toda esa carga. Una versión comercial del aparato habría arreglado este problema, posiblemente produciendo un avión muy robusto, ya que el Bronco fue diseñado para operaciones anfibias y con buenas capacidades STOL. El Bronco puede sobrepasar los 560 km/h (350 mph) y tiene un gran radio de acción gracias a la eficiencia en el consumo. Muchas fuerzas aéreas lo han adaptado a sus roles particulares.

## Versiones
- YOV-10A prototipo original.

- OV-10A versión inicial de producción.

- OV-10B se fabricó en Alemania para ser usado como remolcador de objetivos. Se montó un pod debajo del fuselaje para enganchar a los objetivos. Se cree que se instaló un reactor debajo de la cúpula. Una cúpula limpia reemplazó la puerta de carga. El asiento trasero fue movido a la bahía de carga para mirar hacia atrás, fuera de la cúpula.

- OV-10B(Z) sub versión del anterior. Se fabricaron 18 unidades.

- OV-10C, OV-10E y OV-10F modelos A actualizados vendidos como nuevos a otros países, en la mayoría de los casos, con modificaciones en el equipamiento.

- OV-10D fue la segunda generación del Bronco desarrollada por el cuerpo de infantería de marina de los Estados Unidos. Representó una modificación extensiva de la plataforma A. El modelo D añadía un potente sistema de visión nocturna por infrarrojos (FLIR) en la proa del avión. También incorporó motores más grandes, y carenados redondeados de fibra de vidrio en los motores ya que el modelo A tenía carenados de aluminio angulosos.

Otras diferencias externas distinguibles son los dispensadores de libreas metálicas (chaff) en el modelo D, a menudo cubiertas cuando no se usaban, y por las pilas del sistema supresor infrarrojo que tomaban aire en la parte delantera y lo mezclaban con los gases del motor antes de que saliesen de los carenados. El modelo D comenzó su andadura como el programa NOGS.
- OV-10D+ fue la siguiente actualización y consistió en modelos A y D exhaustivamente remodelados en el MCAS Cherry Point Naval Air Rework Facility con nuevos cableados y alas reforzadas. La instrumentación de los motores se cambió de relojes a cintas de lectura. La forma más fácil de distinguir un modelo D frente al D+ en fotografías es mirando a la cola del avión, ya que el modelo D tiene las antenas largas y delgadas mientras que el modelo D+ las tiene en forma de cuchilla.

## Operadores

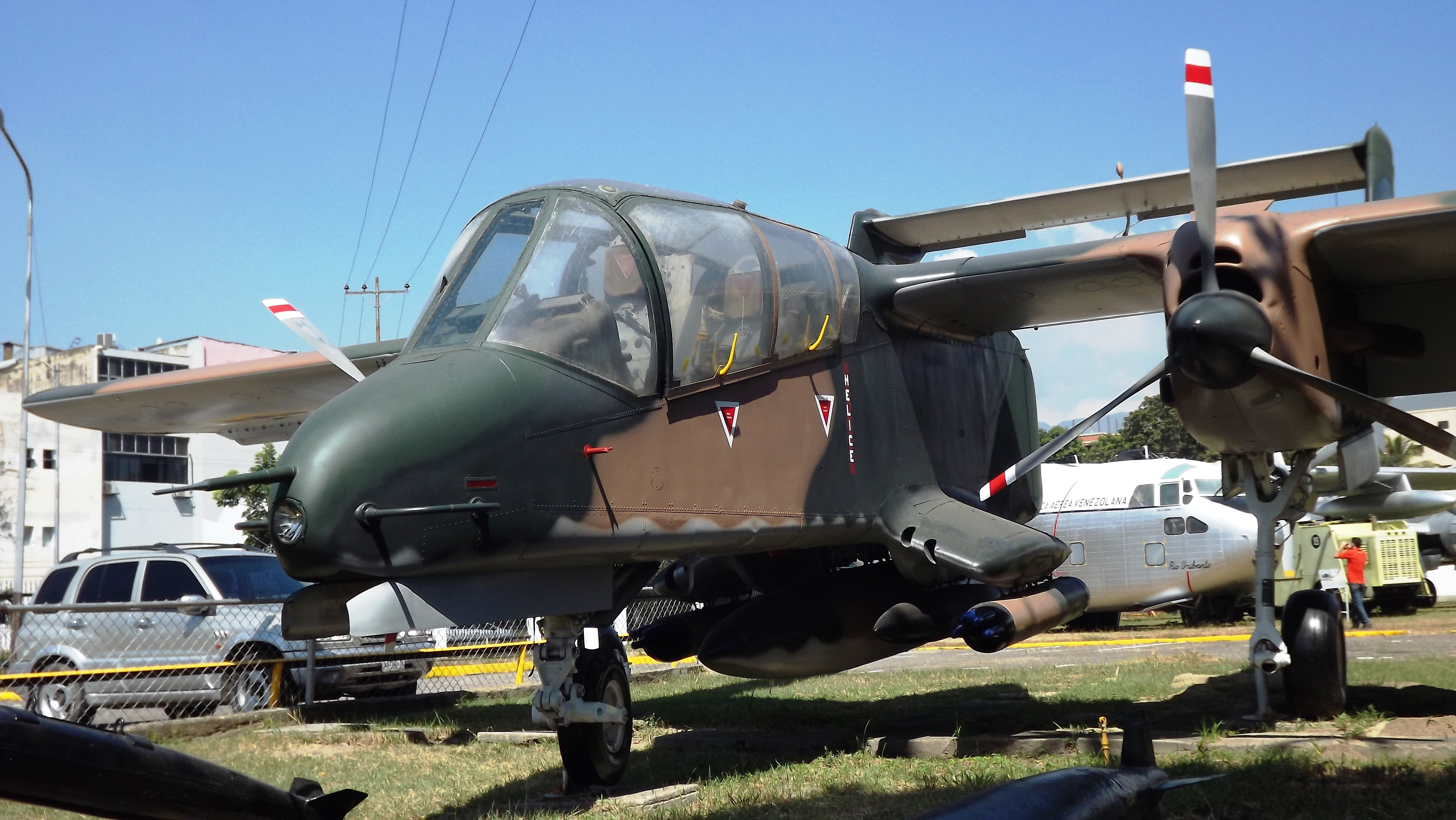
Rockwell OV-10E Bronco de la FAV, ejemplar exhibido en Museo Aeronáutico de Maracay (Museo Aeronáutico Luis Hernán Paredes).

### Militares
Alemania
- Luftwaffe: todos retirados en 1990.

 Colombia
- Fuerza Aérea Colombiana: el 18 de noviembre de 2015 se dieron de baja a todas la aeronaves.[1]

 Estados Unidos
- Fuerza Aérea de los Estados Unidos
- Cuerpo de Marines de los Estados Unidos
- Armada de los Estados Unidos

 Filipinas
- Fuerza Aérea de Filipinas: 8 en servicio.[2]

 Indonesia
- Fuerza Aérea de Indonesia: todos almacenados para ser reemplazados próximamente.[3]

 Marruecos
- Reales Fuerzas Aéreas Marroquíes: todos retirados.

 Tailandia
- Real Fuerza Aérea Tailandesa: todos retirados en 2003.

 Venezuela
- Fuerza Aérea Venezolana: todos retirados.

### Civiles
Estados Unidos
- NASA
- Departamento de Estado (Operados por DynCorp), principalmente en Colombia
- California Department of Forestry and Fire Protection.

### Historial operacional

#### Colombia
Los OV-10 fueron incorporados por la Fuerza Aérea Colombiana en 1991. Desde entonces fueron intensivamente utilizados en operaciones aéreas, siendo fundamentales para la lucha contra la guerrilla y grupos armados.

## Supervivientes
- Muchos OV-10 se muestran en exposiciones estáticas a lo largo de los Estados Unidos. El Museo Nacional de la Fuerza Aérea de los Estados Unidos, cerca de Dayton, Ohio mostró uno durante muchos años.
- El prototipo original YOV-10A se muestra en el Museo del Aire Yankee en el Aeropuerto de Willow Run, cerca de Romulous, Míchigan. Fue restaurado completamente por un jefe de tripulación de un OV-10. Lamentablemente, el avión quedó completamente destruido debido a un fuego en el que se quemó gran parte del museo en septiembre del año 2004.
- En Colombia dos OV-10 están en exhibición, uno en el Museo Aeroespacial Colombiano, y el otro como un monumento en la Ciudad de Cali.
- En el Musée Européen de l´Aviation de Chasse de Montelimar (Francia) hay un OV-10 en condiciones de vuelo que realiza exhibiciones regularmente. El aparato es un OV-10 B procedente de Alemania.[4]

## Especificaciones (OV-10D)
Referencia datos: Mesko

### Características generales
- Tripulación: 2
- Longitud: 13,41 m
- Envergadura: 12,19 m
- Altura: 4,62 m
- Superficie alar: 27,03 m²
- Peso vacío: 3127 kg
- Peso cargado: 4494 kg
- Peso máximo al despegue: 6552 kg
- Planta motriz: 2× Turbohélice Garrett T76-G-420/421.
  - Potencia: 775,5 kW (1040 HP) cada uno.
- Envergadura del plano de cola: 4,45 m

### Rendimiento
- Velocidad máxima operativa (Vno): 463 km/h
- Alcance: 2224 km
- Techo de vuelo: 9159 m

### Armamento
- Ametralladoras: 

  - 4x M60C de 7,62 mm (OV-10D/D+)

- Cañones: 

  - 1x cañón rotativo M197 con 3 tubos de 20 mm (YOV-10D)
- Puntos de anclaje: 5 en el fuselaje y 2 subalares para cargar una combinación de:  
  - Bombas: Hasta 500 lb (227 kg)
  - Cohetes: Contenedores de 7 o 19 cohetes FFAR/WAFAR de 2,75" ó contenedores de 2 ó 4 cohetes FFAR/WAFAR de 5"
  - Misiles: AIM-9 Sidewinder en las alas

### Aeronaves similares
- Convair Model 48 Charger
- FMA IA 58 Pucará
- Grumman OV-1 Mohawk
- Soko J-20 Kraguj

### Secuencias de designación
- Secuencia NA-_ (interna de North American): ← NA-297 - NA-298 - NA-299 - NA-300 - NA-301 - NA-302 - NA-303 - NA-304 - NA-305 - NA-306 - NA-307 - NA-308 - NA-309 - NA-310 - NA-311 - NA-312 - NA-313 - NA-314 - NA-315 - NA-316 - NA-317 - NA-318 - NA-319 - NA-320 - NA-321 - NA-322 - NA-323 - NA-324 -- NA-335 - NA-336 - NA-337 - NA-338 - NA-339 - NA-340 - NA-341 - NA-342 - NA-343 - NA-344 - NA-345 - NA-346 - NA-347 - NA-348 - NA-349 - NA-350 - NA-351 - NA-352 - NA-353 - NA-354 - NA-355 - NA-356 - NA-357 - NA-358 - NA-359 - NA-360 - NA-361 - NA-362 - NA-363 -- NA-394 - NA-395 - NA-396 - NA-397 - NA-398 - NA-399 - NA-400 - NA-401 - NA-402 - NA-403 - NA-404 - NA-405 - NA-406 - NA-407 →
- Secuencia _V-_ (Aeronaves STOL/VTOL estadounidenses, 1962-presente): ← V-8 - AV-8A/B - V-9 - OV-10 - V-11 - OV-12 - FV-12 →

### Listas relacionadas
- Anexo:Aeronaves de la Fuerza Aérea de los Estados Unidos (históricas y actuales)